# Бертруп, Кристина
Кристина Бертруп (швед. Christina Bertrup; 23 декабря 1976, Сундсвалль, Вестерноррланд) — шведская кёрлингистка, запасной в команде Швеции на Олимпийских играх 2002 года и третий в 2014 году.

## Достижения
- Чемпионат мира по кёрлингу среди женщин: серебро (2012, 2013).
- Чемпионат Европы по кёрлингу: золото (2000, 2010, 2013), серебро (2011), бронза (2012).